# Petr z Atroy
Svatý Petr z Atroy (773–837) byl maloasijský mnich a igumen.

## Život
Narodil se roku 773 poblíž Efezu jako nejstarší ze třech dětí. Jeho původní jméno bylo Theofylakt.
Když mu bylo 18 let, rozhodl se stát mnichem, proto se připojil k Pavlovi Hesychastovi ve Frýgii. Byl postřižen na mnicha se jménem Petr. Později byl rukopoložen na jeromonacha.
S Pavlem se rozhodli odejít na pouť do Jeruzaléma, ale kvůli vidění odešli na horu Olymp v Bithýnii (dnes hora Uludağ). Zde Pavel v oblasti Atroa u chrámu svatého Zachariáše založil monastýr. Před svou smrtí jmenoval Petra svým nástupcem ve funkci představeného. Pavel zemřel roku 805.
Za vlády Lva I. Arména, který podporoval ikonoklasmus, musel Petr kvůli bezpečí mnichů rozpustit monastýr. Sám odcestoval nejprve do Efezu a poté na Kypr. Když se vrátil do monastýru, zjistil, že je hledaný úřady. Cestoval dále se svým společníkem Janem. Vrátil se do svého domova a postřihnul svého bratra Kryštofa a matku do mnišského stavu.
Podle jeho hagiografie měl jasnovidné schopnosti a konal zázraky. Chtěl žít v ústraní, a proto odešel do oblasti Korakesion v Kilíkii.
Po smrti Lva V. ikonoklasmus ustupoval. V tomto období byl Petr obviněn z toho, že je kouzelník a vyhání démony s mocí Belzebuba. Petr se je snažil přesvědčit o opaku, ale nepodařilo se mu to. Požádal o pomoc Theodora Studitu, aby je přesvědčil on. Theodoros napsal dopis mnichům v okolí, kterým je přesvědčil o bezúhonnosti Petra. Tento dopis je zachovaný dodnes.[zdroj?]
Petr se vrátil do monastýru svatého Zachariáše, který obnovil a založil další dva monastýry. Znovu propukl ikonoklasmus a Petr opět rozpustil monastýr. Poté odešel k asketu Jakubovi. Petr a Jakub se kvůli nebezpečí obrazoborců uchýlili do monastýru svatého Porfyria v oblasti Dardanel. Následně odešel k jezeru Bâlea, kde navštívil svého přítele Ioannikia. Později se vrátil do svého monastýru. Zemřel 1. ledna 837.
Jeho svátek se připomíná 3. ledna či 13. září. V katolické církvi je připomínán 1. ledna.